# Nedra Gäddtjärnen, Hälsingland
Nedra Gäddtjärnen är en sjö i Söderhamns kommun i Hälsingland och ingår i Hamrångeåns huvudavrinningsområde.